# Eccleshall Castle

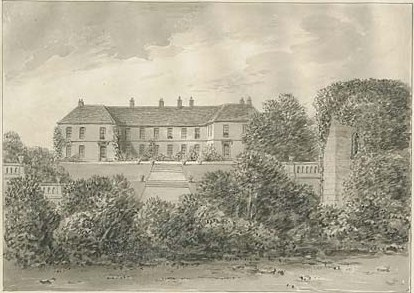
Eccleston Castle 1837

Eccleshall Castle ist eine Burg in der Kleinstadt Eccleshall in der englischen Grafschaft Staffordshire. English Heritage hat sie als historisches Gebäude II*. Grades gelistet und sie gilt als Scheduled Monument.
Das Gelände wurde nachweislich Chad von York, dem mittelalterlichen Bischof von Lichfield gestiftet. 1200 erhielt Bischof Geoffrey de Muschamp von König Johann Ohneland die Erlaubnis, sein Haus zu befestigen (engl.: „Licence to Crenellate“). Nachdem Eccleshall günstig an der Hauptstraße zwischen den Zentren der Diözese Lichfield, Lichfield, Chester und Coventry, liegt, eignete es sich sehr gut als Verwaltungszentrum der Diözese. Die erste Burg wurde 1305 von Bischof Walter Langton, dem Kanzler von England, durch eine größere Burg ersetzt.
Beim Ausbruch der Rosenkriege fand Margarete von Anjou, die Gemahlin von König Heinrich VI., nach der Schlacht von Blore Heath 1459 Zuflucht auf der Burg.
Im Juni 1643 wurde die Burg von Sir William Brereton und seiner parlamentaristischen Armee, die um die Kirche herum lagerten, belagert. Ihre Geschütze verursachten wesentliche Schäden an Mauern, aber die Garnison der Burg hielt durch und mit ihnen auch Bischof Robert Wright, der dort Zuflucht gesucht hatte. Als die Parlamentaristen die Burg schließlich am 30. August einnahmen, mussten sie feststellen, dass der Bischof an einem Herzinfarkt, den er während der Belagerung erlitten hatte, verstorben war und die meisten Verteidiger entweder betrunken waren oder in die Stadt gegangen waren, um in den Tavernen zu trinken. Die Burg wurde geschleift, damit sie nicht mehr als Festung verwendet werden konnte, aber ein Großteil der Gebäude, z. B. auch ein seltsamer, neuneckiger Turm, blieben zusammen mit den Mauern am Burggraben und der mittelalterlichen Brücke als Gefängnis für die royalistischen Adeligen in Gebrauch. Burg und Anwesen wurden konfisziert und verkauft, aber die Diözese kaufte sie später zurück.
Das heutige Haus, immer noch „Eccleshall Castle“ genannt, wurde 1693 zwischen den Ruinen auf Geheiß des Bischofs William Lloyd erstellt und schloss Fragmente der im 14. Jahrhundert geschleiften Bauwerke mit ein. Die folgenden Bischöfe von Lichfield wohnten wieder darin. Im 18. Jahrhundert wurde das Torhaus abgerissen und der Graben entwässert. Der letzte Bischof, der in Eccleshall Castle wohnte, war John Lonsdale, der 1867 in dem Haus verstarb.
Die Burg ist heute in privater Hand und für die Öffentlichkeit nicht zugänglich. Die Gärten werden gelegentlich geöffnet, um Geld für örtliche gute Zwecke zu sammeln und auch für Hochzeiten. Eccleshall Castle war über 100 Jahre lang das Heim der Familie Carter-Motley.